# Mildred Dunnock
Mildred Dorothy Dunnock (Baltimora, 25 gennaio 1901 – Oak Bluffs, 5 luglio 1991) è stata un'attrice e insegnante statunitense.

## Biografia
Dedicatasi inizialmente all'insegnamento, iniziò a recitare solo dopo i 30 anni. Compiuti gli studi al Goucher College di Baltimora e successivamente alla Columbia University, iniziò la carriera come attrice teatrale e debuttò a Broadway nel 1932 con l'opera Life Begins. Nel 1933 si sposò con Keith Urmy. Dopo una lunga carriera di successo in teatro, debuttò sul grande schermo, accanto a Bette Davis, con il ruolo di Miss Ronsberry in Il grano è verde (1945) di Irving Rapper, riprendendo il medesimo ruolo che aveva già interpretato sul palcoscenico.

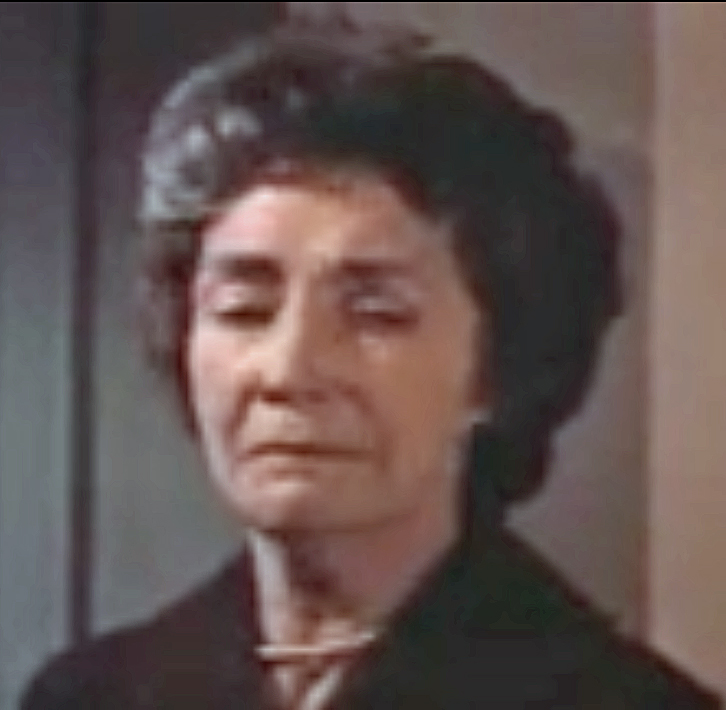
L'attrice nel trailer di Venere in visone di Daniel Mann (1960)

Interprete di personaggi di donna minuta, amabile e aggraziata, fu candidata due volte all'Oscar alla miglior attrice non protagonista per Morte di un commesso viaggiatore (1951) di László Benedek nella parte della moglie del protagonista Fredric March, ruolo che aveva già interpretato in teatro, e per Baby Doll - La bambola viva (1956) di Elia Kazan. Sempre come attrice non protagonista fu anche candidata al Golden Globe nel 1953 per Viva Zapata! di Elia Kazan e nel 1958 per I peccatori di Peyton di Mark Robson.
Tra gli altri suoi film, si segnalano La congiura degli innocenti (1955) di Alfred Hitchcock, La storia di una monaca (1959) di Fred Zinnemann, Venere in visone (1960) di Daniel Mann e Missione in Manciuria (1966) di John Ford, oltre a La dolce ala della giovinezza (1962) di Richard Brooks e La terza fossa (1969) di Lee H. Katzin, in entrambi i quali recitò accanto a Geraldine Page. A 86 anni apparve nel suo ultimo film, Ehi... ci stai? (1987) di James Toback, con protagonisti Molly Ringwald e Robert Downey Jr.. Ebbe anche un'intensa carriera televisiva dal 1948 fino ai primi anni ottanta.
Ha una stella sulla Hollywood Walk of Fame.

## Filmografia

### Cinema
- La rivincita dell'uomo invisibile (The Invisible Man's Revenge), regia di Ford Beebe (1944)
- Il grano è verde (The Corn Is Green), regia di Irving Rapper (1945)
- Il bacio della morte (Kiss of Death), regia di Henry Hathaway (1947)
- Morte di un commesso viaggiatore (Death of a Salesman), regia di László Benedek (1951)
- Di fronte all'uragano (I Want You), regia di Mark Robson (1951)
- Viva Zapata!, regia di Elia Kazan (1952)
- La dama bianca (The Girl in White), regia di John Sturges (1952)
- Il cantante di jazz (The Jazz Singer), regia di Michael Curtiz (1952)
- Lontano dalle stelle (Bad for Each Other), regia di Irving Rapper (1953)
- La congiura degli innocenti (The Trouble with Harry), regia di Alfred Hitchcock (1955)
- Fratelli rivali (Love Me Tender), regia di Robert D. Webb (1956)
- Baby Doll - La bambola viva (Baby Doll), regia di Elia Kazan (1956)
- I peccatori di Peyton (Peyton Place), regia di Mark Robson (1957)
- La storia di una monaca (The Nun's Story), regia di Fred Zinnemann (1959)
- Inchiesta in prima pagina (The Story on Page One), regia di Clifford Odets (1959)
- Venere in visone (Butterfield 8), regia di Daniel Mann (1960)
- Momento selvaggio (Something Wild), regia di Jack Garfein (1961)
- La dolce ala della giovinezza (Sweet Bird of Youth), regia di Richard Brooks (1962)
- ...e venne il giorno della vendetta (Behold a Pale Horse), regia di Fred Zinnemann (1964)
- Scandalo in società (Youngblood Hawke), regia di Delmer Daves (1964)
- Missione in Manciuria (7 Women), regia di John Ford (1966)
- La terza fossa (What Ever Happened to Aunt Alice?), regia di Lee H. Katzin (1969)
- Delitto in silenzio (The Spiral Staircase), regia di Peter Collinson (1975)
- La libellula non deve volare (Dragonfly), regia di Gilbert Cates (1976)
- Ehi... ci stai? (The Pick-up Artist), regia di James Toback (1987)

### Televisione
- The Ford Theatre Hour – serie TV, 1 episodio (1948)
- Somerset Maugham TV Theatre – serie TV, 1 episodio (1950)
- Studio One – serie TV, 4 episodi (1950-1953)
- Kraft Television Theatre – serie TV, 3 episodi (1950-1957)
- The Web – serie TV, 4 episodi (1951-1957)
- Frontiers of Faith – serie TV, 1 episodio (1952)
- Celanese Theatre – serie TV, 1 episodio (1952)
- Broadway Television Theatre – serie TV, 1 episodio (1952)
- The Gulf Playhouse – serie TV, 2 episodi (1952-1953)
- Suspense – serie TV, 1 episodio (1953)
- Goodyear Television Playhouse – serie TV, 2 episodi (1953-1954)
- Medallion Theatre – serie TV, 1 episodio (1954)
- Inner Sanctum – serie TV, 2 episodi (1954)
- Justice – serie TV, 1 episodio (1954)
- Armstrong Circle Theatre – serie TV, 2 episodi (1954-1955)
- Ponds Theatre – serie TV, 5 episodi (1954-1955)
- The Philco Television Playhouse – serie TV, 1 episodio (1955)
- The Alcoa Hour – serie TV, episodio 1x16 (1956)
- Alfred Hitchcock presenta (Alfred Hitchcock Presents) – serie TV, 3 episodi (1956-1957)
- Camera Three – serie TV, 1 episodio (1956-1961)
- Climax! – serie TV, episodio 3x23 (1957)
- Playhouse 90 – serie TV, 3 episodi (1957-1959)
- Woman on the Run, regia di Dick Powell – film TV (1959)
- The Catholic Hour – serie TV, 1 episodio (1959)
- Children of Strangers, regia di Virginia Mazer – film TV (1959)
- The Robert Herridge Theater – serie TV, 1 episodio (1960)
- La famiglia Potter (The Tom Ewell Show) – serie TV, episodio 1x10 (1960)
- Thriller – serie TV, episodio 1x15 (1960)
- The DuPont Show of the Month – serie TV, 1 episodio (1961)
- 'Way Out – serie TV, 1 episodio (1961)
- Great Ghost Tales – serie TV, 1 episodio (1961)
- The Power and the Glory, regia di Marc Daniels – film TV (1961)
- The Investigators – serie TV, episodio 1x11 (1961)
- L'ora di Hitchcock (The Alfred Hitchcock Hour) – serie TV, episodio 2x14 (1964)
- La parola alla difesa (The Defenders) – serie TV, 1 episodio (1964)
- Il reporter (The Reporter) – serie TV, episodio 1x11 (1964)
- Death of a Salesman, regia di Alex Segal – film TV (1966)
- F.B.I. (The F.B.I.) – serie TV, 1 episodio (1969)
- Ghost Story – serie TV, 1 episodio (1972)
- A Brand New Life, regia di Sam O'Steen – film TV (1973)
- A Summer Without Boys, regia di Jeannot Szwarc – film TV (1973)
- Murder or Mercy, regia di Harvey Hart – film TV (1974)
- The Best Place to Be, regia di David Miller – film TV (1979)
- And Baby Makes Six, regia di Waris Hussein – film TV (1979)
- Baby Comes Home, regia di Waris Hussein – film TV (1980)
- The Big Stuffed Dog, regia di Robert Fuest – film TV (1981)
- Isabel's Choice, regia di Guy Green – film TV (1981)
- La storia di Patricia Neal (The Patricia Neal Story), regia di Anthony Harvey e Anthony Page – film TV (1981)

## Riconoscimenti
- Premio Oscar
  - 1952 – Candidatura alla miglior attrice non protagonista per Morte di un commesso viaggiatore
  - 1957 – Candidatura alla miglior attrice non protagonista per Baby Doll - La bambola viva

## Doppiatrici italiane
- Wanda Tettoni in Il bacio della morte, Morte di un commesso viaggiatore, Viva Zapata (ridoppiaggio), La congiura degli innocenti, I peccatori di Peyton, Scandalo in società, Delitto in silenzio
- Rina Morelli in La dama bianca, Lontano dalle stelle, Fratelli rivali, Baby Doll - La bambola viva
- Renata Marini in Venere in visone, La dolce ala della giovinezza, Missione in Manciuria
- Tina Lattanzi in La storia di una monaca
- Rosetta Calavetta in Inchiesta in prima pagina
- Giovanna Scotto in ...e venne il giorno della vendetta
- Franca Dominici in La terza fossa
- Paola Giannetti in Il grano è verde (ridoppiaggio)